# 高金素梅
高金素梅（漢語音譯：吉娃斯·阿麗，原名金素梅，1965年9月21日—），臺灣無黨籍政治人物、前藝人。2002年起任職山地原住民選舉區立法委員至今，曾任無黨團結聯盟副主席。
高金素梅的演藝生涯約於1984年開始：當時於華視節目《大精彩》出道。2001年開始投入臺灣等地政治界，後以無黨籍身份當選山地原住民選舉區立法委員。2012年後，成為無黨團結聯盟在立法院的唯一代表。2020年起，因無黨團結聯盟主席林炳坤宣布引退等因素，回復無黨籍身分從政，並加入中國國民黨立法院黨團參與該黨團運作。

## 早年
1965年，金素梅出生於臺中縣和平鄉（今臺中市和平區）。其父金德培為國軍榮民，乃籍貫安徽之滿族旗人，據稱為爱新觉罗氏直系後裔，不过被高金素梅否认；其母高香妹則為苗栗縣泰安鄉部落泰雅族。
2005年被中央民族大学民族學系錄取；2011年，自中央民族大學民族學系畢業，取得學士學位。

## 演藝生涯
1984年，參演於華視節目《大精彩》，並由此出道，進入臺灣演藝界。
1996年7月25日，與造型設計師梅林合資開設於台北市中山北路二段之「梅林新娘會館」發生嚴重火災，造成5人死亡、11人受傷。
1998年，因被檢驗出罹患肝癌，退出影藝圈。1999年，接受肝癌腫瘤切除手術，並擔任「癌症病患關懷大使」。
2000年，以於《囍宴》（1993年）之演出，被提名於第5屆中国长春电影节最佳女主角獎獎項。

## 政治生涯
2001年，她以無黨籍身份當選為山地原住民選區立法委員。2002年，她加入無黨籍立法院黨團運作。2004年，她再度當選立法委員，後於無黨團結聯盟成立後加入該黨黨團。
2005年，她於鳳凰衛視節目《风范大国民》網際網路票選活動中，被選為「年度十大人物」，並被稱作「為民族討靈的高金素梅」。
2008年，山地原住民選區立法委員席次減少，但她以無黨團結聯盟籍身份參選，後再度當選。同年，她在北京參與於2008年夏季奧林匹克運動會開幕活動。
2009年，她在北京与時任中共中央總書記胡錦濤会面。
2012年，她再度當選山地原住民選區立法委員。無黨團結聯盟因其主席林炳坤落選等，而遭註銷；該黨黨團遭註銷後，她沒有加入其他黨團。同年底，因無黨團結聯盟另一立法委員顏清標遭判刑定讞而解職，她成為該黨在立法院唯一代表。
2015年2月24日，她加入「立院新聯盟」政團運作；該團體成員有親民黨籍、民國黨籍立法委員。同年8月31日，她以「反靖國神社代表」之身分，參加中華人民共和國政府舉行之抗戰紀念活動。
2016年1月16日，她於山地原住民選區以最高得票數再度當選立法委員；1月26日，她加入親民黨立法院黨團。同年2月1日，她參選立法院副院長職務，僅獲4票，未能當選。
2019年6月28日，她在北京与中國人民政治協商會議全國委員會主席汪洋会面。
2020年2月1日，她於山地原住民選區以最高得票數再度當選立法委員，並恢復無黨籍身分，同時加入中國國民黨立法院黨團，後於立法院院長選舉中僅獲一票而未當選。

### 原權活動
她積極主張要求日本政府將台灣「高砂族」（原住民）當年被徵人員高砂義勇隊陣亡祖靈遷出靖國神社。多次為此到東京靖國神社與紐約聯合國總部抗議，並向日本法院提出控告小泉首相參拜違憲。
2005年9月30日，大阪高等法院二審宣判原告敗訴但認定小泉首相違反日本憲法20條。
2009年8月11日，率領台灣原住民「還我祖靈隊」赴日本靖國神社。
2009年8月20日，中共中央總書記胡錦濤接見高金素梅，稱贊其為臺灣原住民進行的鬥爭。胡錦濤會見時說：「台灣少數民族同胞是中華民族大家庭的重要成員，長期以來，為抵禦外來侵略，捍衛民族尊嚴，進行了不屈不撓的鬥爭。」
2016年6月14日，質詢行政院長林全時，提及「大豹社事件」歷史，要求政府歸還原住民被奪的土地、興建「大豹社事件紀念碑」，轉型正義也應納入原住民，這段質詢影片在網路上爆紅，不到一周就有超過80萬人瀏覽。
2016年8月1日，帶領泰雅族人及學者，重返大豹社事件歷史現場告慰祖靈，表示未來將在大豹日軍忠魂碑附近，建立大豹社紀念碑，讓後代更加了解歷史真相，並宣告建碑行動正式開始。
2017年9月15日，台大原本同意要租場地給「中國新歌聲－上海台北音樂節」主辦單位，後來傳出台大因已將活動的票發送給族人而取消租借，其助理為此向國會聯絡人瞭解狀況，若沒有如期舉行，要提早告訴族人不要北上，以免白跑一趟。此舉被質疑向台大施壓。
2017年9月29日，施政總質詢時，給行政院院長賴清德大談原住民在文化傳承中的努力，並批評教育部將文言文棄之敝屣，最後則呼籲「要和平相處」，並送給賴清德一套原住民族傳統歌謠與書籍。立法院院長蘇嘉全於質詢結束後，則對高金素梅說：「不能厚此薄彼，他也要一份」。

## 爭議

### 酒駕
2003年12月1日，高金素梅據傳與友人於PUB聚會中飲酒，酒後還駕駛貼著立院停車證的休旅車打算承載同行友人返家。友人在其疑似不勝酒力後中途代駕；其後友人搭乘另部車離去時又由高金素梅駕駛該車，中途被他人目擊一路蛇行甚至擦撞安全島。後被捷運警察隊攔下又爆發縱放的疑慮，接連兩天高金素梅也因此事向媒體道歉

### 怠政
至2021年高金素梅已經15次被公督盟列為立委問政待觀察名單，被點名是吊車尾名單第一名，此外經常出席媒體活動，被譏諷為「政治明星」
2018年5月4日，司法院大法官會議決議，以「前瞻條例與預算釋憲聲請案」聲請人中，有一位立法委員（即高金素梅）於二、三讀均未參與表決，或在三讀表決時，聲請人中只有二十九人表示反對，因此未達「立委總額三分之一」於「行使職權」發生疑義之要件，因此不受理由中國國民黨、親民黨、無黨團結聯盟共38位立法委員提出之該案。

### 親中
高金素梅近年因前往中华人民共和国參加政治活動，其言論被原住民團體批評為矮化臺灣原住民族。此外，她自稱代表原住民，單方面達成倡議及接受中华人民共和国捐款而引發爭議。
2009年莫拉克風災期間，高金素梅以「台灣少數民族代表團」團長名義至中國大陸訪問，還會了中共中央總書記胡錦濤，高金素梅說道：「胡錦濤總書記在第一時間給了我們這麼大的溫暖的擁抱，我們要把這溫暖帶回去給我們的族人」。事後拿新臺幣一億元捐款回臺，不分藍綠，遭各界強烈質疑：民進黨立委潘孟安，認為高金素梅不在台灣救災，卻跑到北京將原住民「賣身換錢」，形同中國統戰馬前卒，而陳瑩則認為此鉅額款項沒有完善監督機制，質疑是不是真的花在災民身上？還是到了選舉才花？；國民黨籍原住民立委孔文吉即公開質疑高金素梅拿這些錢到原住民部落發放，是為選舉綁樁，高金素梅則表示，如何發放是由自救委員會審核，並強調所有具領人在網路上都有公布，但經記者上高金的「祖靈之邦」網站查證，只有發放時間、地點、村莊名與戶數、金額等，並沒有高金所說的具領人名單。台灣公益團體自律聯盟秘書長張宏林則指出，高金素梅此舉處於模糊地帶。
2017年9月24日，台大濺血事件立委高金素梅遭指「關切」台大出借場地給選秀節目「中國新歌聲」，台大經協調後同意出借場地。
2019年6月高金素梅在北京出席「兩岸關系與民族復興座談會」，還與中國大陸全國政協主席汪洋見面，與中國大陸達成的五項倡議，分別為「堅持九二共識」、「加強民族團結友愛」、「深化兩岸融合發展」、「弘揚中華傳統文化」、「擴大兩岸基層交流」，高金素梅會中自認與對方血脈相連，想要與中國一家親，同時與中方友愛互助。
2023年3月14日，高金素梅在立法院質詢時簡報檔使用來自中國東方證券的簡體字內容。被多名民進黨立委質疑「忘記把中國給的資料簡轉繁」、「拿腳本替中國說話」。王婉諭質疑高金素梅在總質詢使用簡體中文，是代表哪個族群發聲。
2024年6月7日，高金素梅在立法院質詢時指民進黨沒有任何證據就指控國會改革是「我們習近平」要求韓國瑜、傅崐萁做的。

## 個人生活
高金素梅一生有過好幾段感情，曾於1990年拍攝華視八點檔《愛》時與何家勁有過一段感情；而她拍攝的第一部電視劇《不了情》，也是與何家勁合作的。
2009年《壹週刊》報導，高金素梅與親民黨籍前臺北縣副縣長李鴻源同居，兩人則未對此事正面回應。而後李鴻源正式澄清兩人只是好友，但受到緋聞影響，決定請辭副縣長職務。

## 選舉紀錄
| 年度 | 選舉屆數             | 選舉區           | 所屬政黨     | 得票數 | 得票率 | 當選標記 | 備註   |
| ---- | -------------------- | ---------------- | ------------ | ------ | ------ | -------- | ------ |
| 2001 | 第五屆立法委員選舉   | 山地原住民選舉區 | 無黨籍       | 8,909  | 10.42% |          | [ 51 ] |
| 2004 | 第六屆立法委員選舉   | 山地原住民選舉區 | 無黨團結聯盟 | 16,284 | 19.96% | [ 52 ]   |        |
| 2008 | 第七屆立法委員選舉   | 山地原住民選舉區 | 無黨團結聯盟 | 20,012 | 23.72% | [ 53 ]   |        |
| 2012 | 第八屆立法委員選舉   | 山地原住民選舉區 | 無黨團結聯盟 | 29,520 | 25.29% | [ 54 ]   |        |
| 2016 | 第九屆立法委員選舉   | 山地原住民選舉區 | 無黨團結聯盟 | 27,690 | 24.51% | [ 55 ]   |        |
| 2020 | 第十屆立法委員選舉   | 山地原住民選舉區 | 無黨籍       | 50,501 | 34.89% | [ 56 ]   |        |
| 2024 | 第十一屆立法委員選舉 | 山地原住民選舉區 | 無黨籍       | 37,131 | 25.75% |          |        |

## 作品

### 電影
| 年份   | 片名           | 角色   |
| ------ | -------------- | ------ |
| 1988年 | 《江湖接班人》 | 楊麗玲 |
| 1991年 | 《先生騙鬼》   |        |
| 1993年 | 《將邪神劍》   |        |
| 1993年 | 《囍宴》       | 顧威威 |
| 1994年 | 《梅珍》       |        |
| 1999年 | 《女湯》       |        |

### 電視劇
| 年份       | 頻道 | 劇名                     | 角色          |
| ---------- | ---- | ------------------------ | ------------- |
| 1986年11月 | 中視 | 《挑伕》                 |               |
| 1989年4月  | 華視 | 《不了情》               |               |
| 1990年     | 華視 | 《六個夢》（《婉君》）   | 嫣紅          |
| 1990年     | 華視 | 《六個夢》（《三朵花》） | 章念琛        |
| 1990年12月 | 華視 | 《愛》                   | 丁月女        |
| 1992年2月  | 華視 | 《緣》                   | 丁月女        |
| 1992年     | 華視 | 《意難忘》               | 趙文娟        |
| 1994年12月 | 華視 | 《秦俑》                 | 范冬兒/佟冰兒 |
| 1999年4月  | 華視 | 《啞巴與新娘》           |               |
|            | 華視 | 《丈夫不見了》           |               |

### 影視獎項
| 年份   | 頒獎典禮     | 獎項                   | 作品     | 角色   | 結果 |
| ------ | ------------ | ---------------------- | -------- | ------ | ---- |
| 1990年 | 第3屆金曲獎  | 最佳國語歌曲女演唱人獎 | 《卸粧》 | 不適用 | 提名 |
| 1992年 | 第27屆金鐘獎 | 女演員獎               | 《愛》   | 丁月女 | 提名 |

### 音樂
| 年份   | 專輯名稱               | 語言 | 曲目 |
| ------ | ---------------------- | ---- | --- |
| 1982年 | 山上的野薑花           | 國語 | 曲目 1. 山上的野薑花 2. 歸途中 3. 小鎮風光 4. 校花 5. 涼山癡情花 6. 忘了吧心上人 7. 望鄉石 8. 駱駝鈴兒響 9. 掌聲 10. 再會吧心上人 11. 那一天 12. 一日之計在於晨                                                       |
| 1984年 | 想想我記得我           | 國語 | 曲目 1. 想想我記得我 2. 總覺得欠你太多 3. 青春正是時候 4. 雨中的你 5. 快樂的圈圈 6. 把你忘記 7. 我心在顫抖 8. 多奇妙 9. 回一回頭 10. 星星的故事 11. 來不及 12. 秋的季節                                               |
| 1988年 | 背叛風情               | 國語 | 曲目 1. 背叛風情 vs.李翔 2. 與花邂逅 3. 愛情過境 4. 百慕達 5. 告別心碎 6. 互相尋找的二個人 7. 午夜迷惑 8. 不能停止的眷戀 9. 尋歡女子 10. 藍色的謎                                                                     |
| 1990年 | 卸粧                   | 國語 | 曲目 1. 我以為愛你並不難 2. 卸粧 3. 處女座情人 4. 某一個夜 5. 沒有玫瑰的日子 6. 最後的戀人 7. 一往情深 8. 捨不得飛 9. 沒有心情說再見 10. 鑽與石 VS.童安格                                                             |
| 1992年 | 多情痴心               | 國語 | 曲目 1. 多情 2. 像夢一樣的女子 3. 等在這裡 4. 裝傻的人 5. 給誰 6. 癡心 7. 今生不了情不了 8. 對不起，我又忘了 9. 讓我遇見你 10. 也好                                                                                   |
| 1994年 | 潮                     | 國語 | 曲目 1. 潮 2. 我習慣從人群中離去 3. 夜吻 4. 紅顏有夢 5. 容易動情 6. 辜負 7. 偶遇是一種幸運 8. 心慌 9. 愛的執著 10. I DON`T WANT TO LOVE                                                                               |
| 2001年 | 如初之心．丰采祝福精選 | 國語 | 曲目 1. 卸粧 2. 最後的戀人 3. 多情 4. 今生不了情不了 5. 潮 6. 癡心 7. 我以為愛你並不難 8. 紅顏有夢 9. 處女座情人 10. 我習慣從人群中離去 11. 一往情深 12. 辜負                                                         |
|        | 鑽石佳人               | 國語 | 曲目 1. 卸妝 2. 鑽與石 3. 多情 4. 像夢一樣的女子 5. 潮 6. 我以為愛你並不難 7. 處女座情人 8. 最後的戀人 9. 沒有玫瑰的日子 10. 對不起我又忘了 11. 我習慣從人群中離去 12. 容易動情 13. 今生不了情不了 14. 偶遇是一種幸運 |

### 書籍
| 年份   | 書名                                           | 出版社 | ISBN            |
| ------ | ---------------------------------------------- | ------ | --------------- |
| 2005年 | 《你願意聽我的聲音嗎：胡忠信、高金素梅對談錄》 | 智庫   | ISBN 9867264223 |

### 寫真集
| 年份   | 書名         | 出版社   | 攝影師 |
| ------ | ------------ | -------- | ------ |
| 1991年 | 金素梅寫真集 | 皇冠文化 | 陳福堂 |

## 外部連結
- 高金素梅的Facebook專頁
- 高金素梅的Instagram帳戶
- YouTube上的高金素梅頻道
- 高金素梅在香港影庫上的簡介
- 高金素梅在豆瓣上的资料（简体中文）
- 高金素梅在时光网上的簡介（简体中文）